# Ladetto
Ladetto (ook: Ladetto & Blatto) is een historisch Italiaans merk van motorfietsen.
De bedrijfsnaam was: Officine B.E.S.T, later Ladetto & Blatto en Ladetto & Co., Torino.
Aanvankelijk (vanaf 1923 of 1926) bouwden de broers Emilio en Giovanni Ladetto 123cc-tweetakt motorfietsen. Het waren al blokmotoren met een ingebouwde versnellingsbak maar zonder koppeling.
In 1927 kwam constructeur Angelo Blatto naar het bedrijf en werd het programma uitgebreid met 173cc-zij- en kopkleppers, 132- en 173cc-tweetakten en een 247cc-zijklepper. Ook bouwden ze een frame waarin drie verschillende motoren gemonteerd konden worden.
In 1928 presenteerde het bedrijf een aantal transportvoertuigen met 175-en 250cc-motoren en een nieuwe 175cc-zijklepper die in 1929 op de markt kwam.
In 1930 vertrok Angelo Blatto en werd de merknaam weer Ladetto. Blatto, die tegelijkertijd bij het merk Augusta betrokken was, ging voor OMB in Turijn werken. Ladetto presenteerde meteen een 175cc-koplepper met een Albion-drieversnellingsbak. In 1932 verscheen een volledig geveerd model, met een swingarm die door een enkele schroefveer afgeveerd werd. Dit was het laatste jaar van de productie van Ladetto.